# Provinciale weg 301
De provinciale weg 301 (N301) is een provinciale weg in de provincies Gelderland en Flevoland welke een verbinding vormt tussen de A1 ter hoogte van Terschuur en de N305 ten westen van Zeewolde. Bij Nijkerk heeft de weg een aansluiting op de A28 richting Amersfoort en Zwolle.
De weg is uitgevoerd als tweestrooksweg, waarbij het wegvak tussen de aansluiting op de N305 en de N705 is ingericht als stroomweg (autoweg) met een maximumsnelheid van 100 km/h. Het gedeelte tussen de aansluiting op de N705 en de aansluiting op de A28 is uitgevoerd als gebiedsontsluitingsweg met buiten de bebouwde kom een maximumsnelheid van 80 km/h. Tussen de aansluiting op de A28 en de aansluiting op de A1 is de weg ingericht als erftoegangsweg met een maximumsnelheid van 60 km/h.
In de gemeente Zeewolde heet de weg Nijkerkerweg, in de gemeente Nijkerk Berencamperweg, Ambachtsstraat, Van Middachtenstraat en Barneveldseweg. In de gemeente Barneveld heet de weg Zelderseweg.

## Fotogalerij

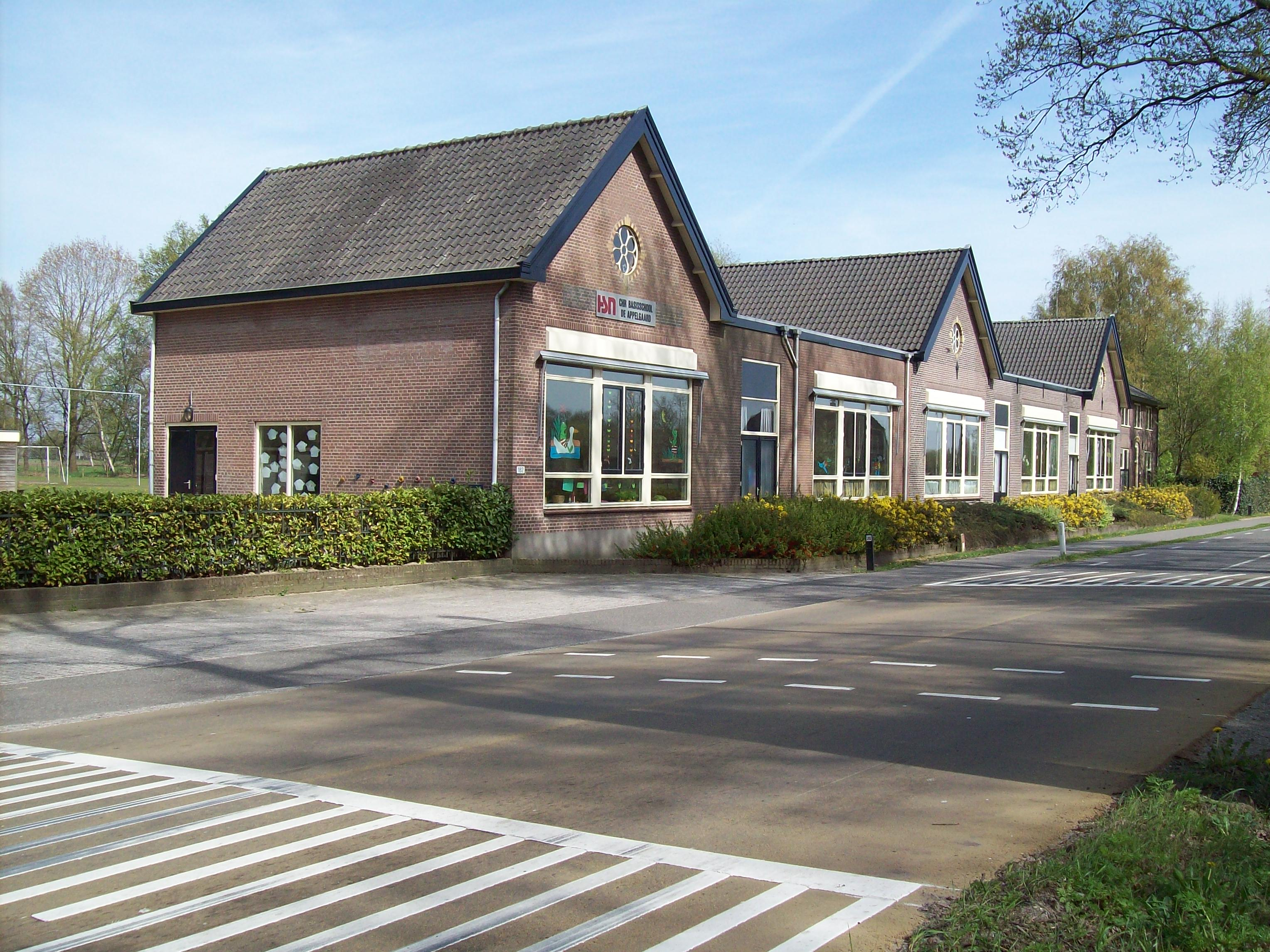
De Barneveldseweg in de buurtschap Appel, bij Nijkerk, met basisschool 'De Appelgaard'.
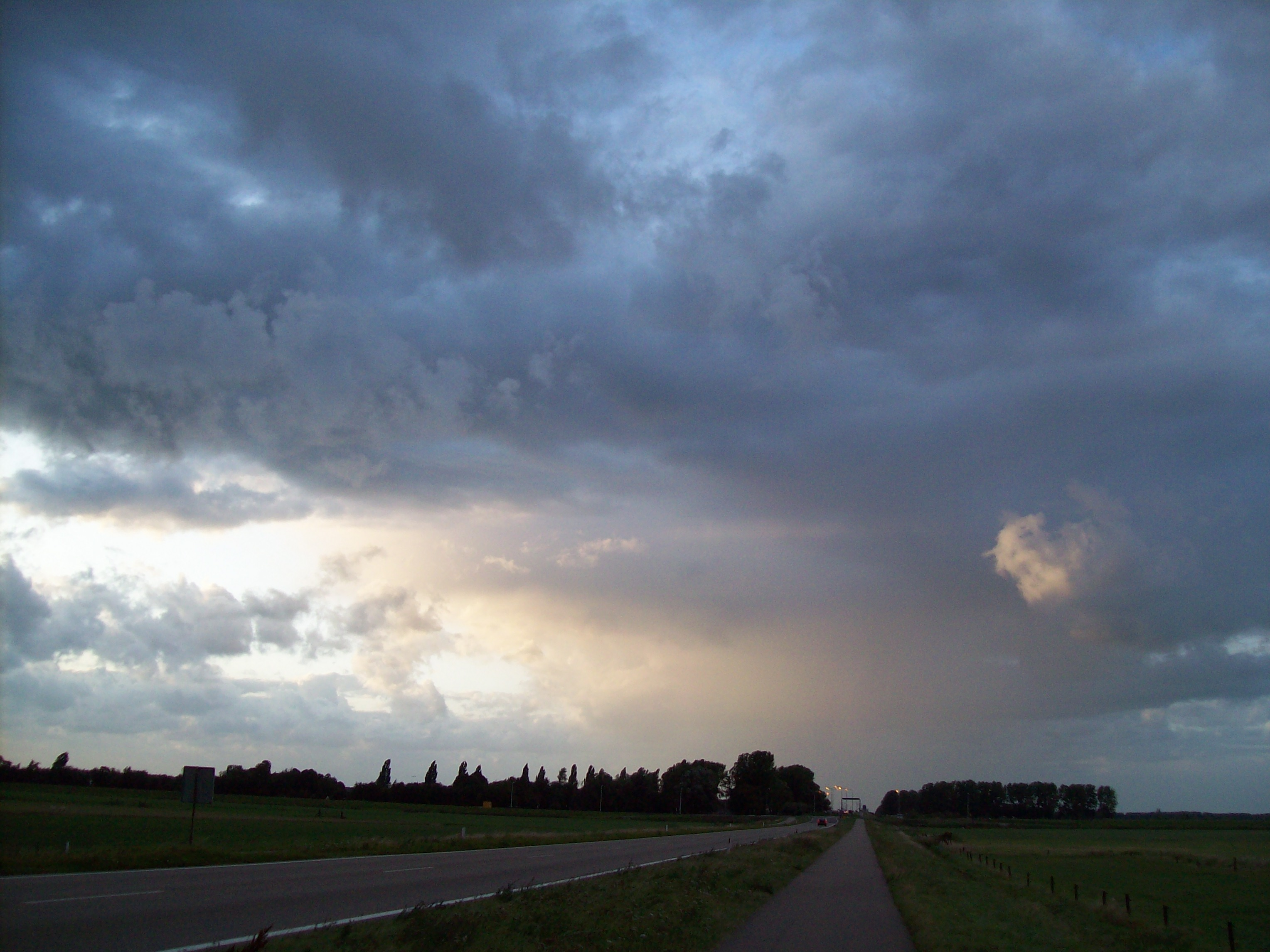
De Berecamperweg in Nijkerk.

N23 · N34 · N224 · N225 · N229 · N233 · N271 · N301 · N302 · N303 · N304 · N305 · N306 · N307 · N308 · N309 · N310 · N311 · N312 · N313 · N314 · N315 · N316 · N317 · N318 · N319 · N320 · N322 · N323 · N324 · N325/A325 · N326/A326 · N327 · N329 · N330 · N331 · N332 · N333 · N334 · N335 · N336 · N337 · N338 · N339 · N340 · N341 · N342 · N343 · N344 · N345 · N346 · N347 · N348/A348 · N349 · N350 · N351 · N352 · N375 · N377

N418 · N701 · N702 · N703 · N704 · N705 · N706 · N707 · N708 · N709 · N710 · N711 · N712 · N713 · N714 · N715 · N716 · N717 · N718 · N719 · N720 · N727 · N731 · N732 · N733 · N734 · N735 · N736 · N737 · N738 · N739 · N740 · N741 · N742 · N743 · N744 · N745 · N746 · N747 · N748 · N749 · N750 · N751 · N752 · N753 · N754 · N755 · N756 · N757 · N758 · N759 · N760 · N761 · N762 · N763 · N764 · N765 · N766 · N768 · N781 · N782 · N783 · N784 · N785 · N786 · N787 · N788 · N789 · N790 · N791 · N792 · N793 · N794 · N795 · N796 · N797 · N798 · N800 · N801 · N802 · N803 · N804 · N805 · N806 · N810 · N811 · N812 · N813 · N814 · N815 · N816 · N817 · N818 · N819 · N820 · N821 · N822 · N823 · N824 · N825 · N826 · N827 · N830 · N831 · N832 · N833 · N834 · N835 · N836 · N837 · N838 · N839 · N840 · N841 · N842 · N843 · N844 · N845 · N846 · N847 · N848 · N852 · N855

Cursief vermelde wegen zijn voormalige provinciale wegen.